# Cantonul Benfeld
Cantonul Benfeld este un canton din arondismentul Sélestat-Erstein, departamentul Bas-Rhin, regiunea Alsacia, Franța.

## Comune
- Benfeld (reședință)
- Boofzheim
- Friesenheim
- Herbsheim
- Huttenheim
- Kertzfeld
- Kogenheim
- Matzenheim
- Rhinau
- Rossfeld
- Sand
- Sermersheim
- Witternheim